# باول شيلي
باول شيلي هو سياسي كندي، ولد في 11 يوليو 1959.